# Благодатное (Токмакский район)

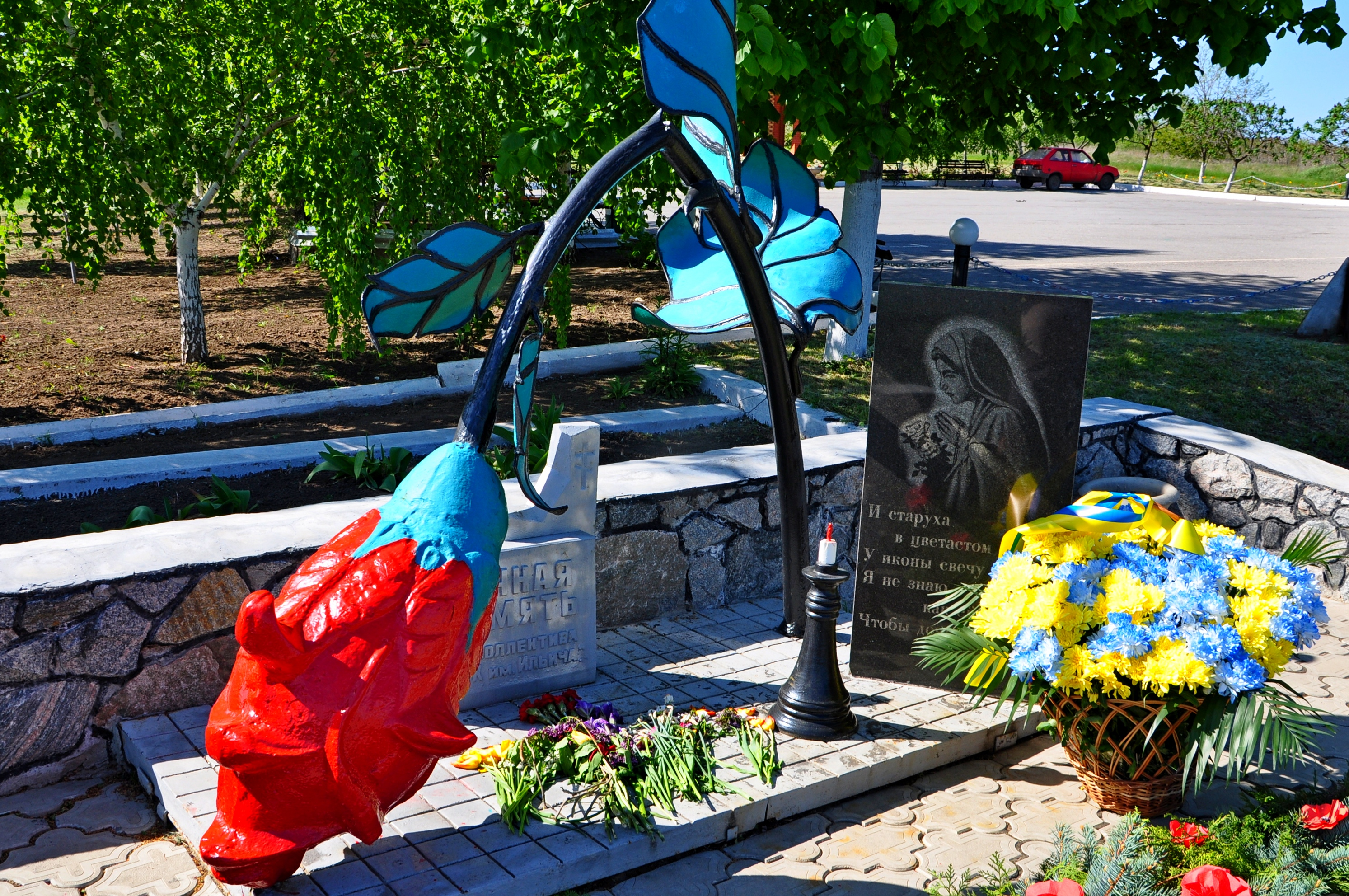
Памятник женщинам-солдатам штрафного батальона

Благодатное (укр. Благодатне, до 2016 г. — Чапаевка) — село, Виноградненский сельский совет, Токмакский район, Запорожская область, Украина.
Код КОАТУУ — 2325280503. Население по переписи 2001 года составляло 183 человека.

## Географическое положение
Село Благодатное находится на правом берегу реки Молочная, выше по течению на расстоянии в 2,5 км расположено село Виноградное, ниже по течению на расстоянии в 2 км расположено село Старобогдановка (Михайловский район), на противоположном берегу — село Долина.

## История
- 1804 год — дата основания как село Вайнау[3].
- В 1945 году переименовано в село Чапаевка[4] в честь погибшего в 1919 году героя гражданской войны В. И. Чапаева.
- В мае 2016 года постановлением № 1353-VIII[5] название села было «декоммунизировано»[6][7] и он был переименован ВРУ в село Благодатное.